# Armênia nos Jogos Olímpicos de Verão de 2012
Armênia competiu nos Jogos Olímpicos de Verão de 2012, que aconteceram na cidade de Londres, no Reino Unido, de 27 de julho a 12 de agosto de 2012.

## Medalhas
| Atleta               | Esporte        | Evento                 | Medalha |
| -------------------- | -------------- | ---------------------- | ------- |
| Hripsime Khurshudyan | Halterofilismo | Mais de 75 kg feminino | Bronze  |

## Desempenho

### Halterofilismo
Masculino
| Atleta           | Evento | Arranque (kg) | Arremesso (kg) | Total (kg) | Posição |
| ---------------- | ------ | ------------- | -------------- | ---------- | ------- |
| Arakel Mirzoyan  | -69kg  | 148,0         | DNF            | DNF        | DNF     |
| Ara Khachatryan  | -85kg  | DNF           | DNF            | DNF        | DNF     |
| Norayr Vardanyan | -94kg  | 170,0         | 210,0          | 380,0      | 12º     |

Feminino
| Atleta               | Evento | Arranque (kg) | Arremesso (kg) | Total (kg)  | Posição           |
| -------------------- | ------ | ------------- | -------------- | ----------- | ----------------- |
| Meline Daluzyan      | -69kg  | 111,0         | Não avançou    | Não avançou | Não avançou       |
| Hripsime Khurshudyan | +75kg  | 128,0         | 166,0          | 294,0       | Medalha de bronze |

### Lutas
A Armênia conquistou uma vaga no Copa do Mundo de Lutas de 2011, realizada em Istanbul, na Turquia, do dia 12 ao dia 18 de setembro de 2011.
- Categoria de peso -55 kg, na luta livre masculina.
- Categoria de peso -74 kg, na luta greco-romana masculina.

### Natação
Masculino
| Atletas        | Evento      | Eliminatórias | Eliminatórias | Semifinal   | Semifinal   | Final       | Final       |
| Atletas        | Evento      | Tempo         | Posição       | Tempo       | Posição     | Tempo       | Posição     |
| -------------- | ----------- | ------------- | ------------- | ----------- | ----------- | ----------- | ----------- |
| Mikael Koloyan | 100 m livre | 53s82         | 45º           | Não avançou | Não avançou | Não avançou | Não avançou |

Feminino
| Atletas           | Evento       | Eliminatórias | Eliminatórias | Semifinal   | Semifinal   | Final       | Final       |
| Atletas           | Evento       | Tempo         | Posição       | Tempo       | Posição     | Tempo       | Posição     |
| ----------------- | ------------ | ------------- | ------------- | ----------- | ----------- | ----------- | ----------- |
| Anahit Barseghyan | 100 m costas | 1min08s19     | 44º           | Não avançou | Não avançou | Não avançou | Não avançou |

### Tiro
Masculino
| Atleta            | Evento                | Qualificação | Qualificação | Final       | Final       | Posição |
| Atleta            | Evento                | Placar       | Posição      | Placar      | Total       | Posição |
| ----------------- | --------------------- | ------------ | ------------ | ----------- | ----------- | ------- |
| Norayr Bakhtamyan | Pistola de ar de 10 m | 579          | 16º          | Não avançou | Não avançou | 16º     |
| Norayr Bakhtamyan | Pistola livre 50 m    | 557          | 18º          | Não avançou | Não avançou | 18º     |